# ムサ・ディアビ
ムサ・ディアビ（Moussa Diaby，1999年7月7日 - ）は、フランス・パリ出身のサッカー選手。サウジ・プロフェッショナルリーグ・アル・イテハド所属。フランス代表。ポジションはフォワード。

## 経歴

### クラブ
2018年4月14日、セリエA・ジェノアCFC戦で、マルチェッロ・トロッタに代わって途中出場し、プロデビューを果たした。
2019年6月14日、ブンデスリーガ・バイエル・レバークーゼンと5年契約を結んだ。
2020-21シーズンには、ブンデスリーガ6位タイとなる10アシストを決めたが、一方のゴール数は4つのみであった。2021-22シーズン、32試合13ゴール、12アシストの活躍で他国のビッグクラブからも注目されるようになった。
2023年7月22日、アストン・ヴィラFCに移籍した。
2024年7月24日、アル・イテハドに移籍した。

## 個人成績

### クラブ
2018年4月30日 現在
| クラブ               | シーズン | リーグ戦       | リーグ戦 | リーグ戦 | カップ戦 | カップ戦 | リーグ杯 | リーグ杯 | 国際大会 | 国際大会 | 合計 | 合計 |
| クラブ               | シーズン | ディヴィジョン | 出場     | 得点     | 出場     | 得点     | 出場     | 得点     | 出場     | 得点     | 出場 | 得点 |
| -------------------- | -------- | -------------- | -------- | -------- | -------- | -------- | -------- | -------- | -------- | -------- | ---- | ---- |
| パリ・サンジェルマン | 2017–18  | リーグ・アン   | 0        | 0        | 0        | 0        | 0        | 0        | 0        | 0        | 0    | 0    |
| クロトーネ (loan)    | 2017–18  | セリエA        | 2        | 0        | 0        | 0        | —        | —        | —        | —        | 2    | 0    |
| 通算                 | 通算     | 通算           | 2        | 0        | 0        | 0        | 0        | 0        | 0        | 0        | 2    | 0    |

### 代表
- 国際Aマッチ 11試合 0得点（2021年 - ）

| フランス代表 | 国際Aマッチ | 国際Aマッチ |
| 年           | 出場        | 得点        |
| ------------ | ----------- | ----------- |
| 2021         | 4           | 0           |
| 2022         | 4           | 0           |
| 2023         | 2           | 0           |
| 2024         | 1           | 0           |
| 通算         | 11          | 0           |

## タイトル
パリ・サンジェルマン
- リーグ・アン：2018-19
- トロフェ・デ・シャンピオン：2018

フランス代表
- UEFAネーションズリーグ：2020-21